# Prince William Sound
De Prince William Sound is een deel van de Golf van Alaska gelegen ten zuiden van de Amerikaanse staat Alaska. De Prince William Sound heeft een kustlijn van een kleine 5000 kilometer en ligt ten oosten van het schiereiland Kenai. In het oosten, noorden en westen wordt de Prince William Sound omgeven door de Chugach Mountains. Tussen de Prince William Sound en open zee ligt het 80 km lange eiland Montague.
De baai is door George Vancouver in 1778 vernoemd naar prins William, de latere koning Willem IV.
De grootste haven in de Prince William Sound is Valdez, het zuidelijke eindpunt van de Trans-Alaskapijpleiding. Andere plaatsen aan de Prince William Sound zijn Cordova in het oosten en Whittier in het westen. In het noorden komt de Columbiagletsjer over een breedte van 10 km uit in de Prince William Sound uit.

## Rampen
Op 27 maart 1964 eiste de Goede Vrijdagaardbeving 131 slachtoffers. De beving had een sterkte van 9,2 op de schaal van Richter. Op de beving volgde een tsunami die de plaatsen Valdez en Chenega en de haven van Cordova verwoestte.
Op 24 maart 1989 liep de olietanker Exxon Valdez bij het Bligh Reef aan de grond. Het schip lekte 40.000 ton aardolie en vervuilde 2000 km kustlijn. Er kwamen honderdduizenden vissen en vogels om. Sindsdien hebben de flora en fauna zich nog steeds niet volledig hersteld.